# Dolk
Dolk, pseudonimo di Andreas Hamran Færø (Bergen, 1979), è un artista e stencil artist norvegese.
Le sue opere fanno spesso riferimento alla cultura pop ma con una vena umoristica o critica e sono presenti sui muri di Bergen, Berlino, Copenaghen, Barcellona, Oslo, Lisbona, Stoccolma, Londra, Praga e Melbourne. Dal 2006, Dolk è entrato nelle gallerie dove ha tenuto diverse mostre.

## Biografia

Puppy Love, Bergen

Dolk è nato a Bergen, in Norvegia, nel 1979 e ha iniziato ad utilizzare gli stencil nel 2003 ispirato dallo street artist britannico Banksy nella città di Bergen, dove molte delle sue opere sono ancora visibili sui muri della città. Presto iniziò a viaggiare per il mondo realizzando graffiti in molte città tra cui Londra, dove diverse persone hanno scambiato le sue opere per lavori di Banksy tanto che si era ipotizzato che Dolk fosse uno pseudonimo del noto artista britannico. 
Dal 2006 Dolk ha partecipato a mostre e festival d'arte in tutto il mondo e nel 2008 ha creato insieme a Pøbel il progetto Ghetto Spedalsk alle isole Lofoten con l'obiettivo di spostare l'arte urbana nella terra di nessuno dipingendo 20 stencil su case abbandonate. Nel 2010 Dolk ha realizzato tre opere d'arte per l'apertura del carcere di Halden e insieme a Pøbel ha inserito delle opere nelle stazioni centrali di Oslo e Trondheim. Nel 2011 Dolk ha tenuto la sua prima mostra a Oslo vendendo tutte le 9 tele per 12500 sterline britanniche ciascuna.